# Marmota baibacina
Marmota baibacina là một loài động vật có vú trong họ Sóc, bộ Gặm nhấm. Loài này được Kastschenko mô tả năm 1899. Nó được tìm thấy tại tỉnh Tân Cương tại Trung Quốc, miền đông nam Kazakhstan, Kyrgyzstan, Mông Cổ, và tại hai dãy núi Altay và Thiên Sơn tại đông nam Siberia thuộc Nga.